# 魔法物品
魔法物品，泛指任何具有魔法能力，或經過魔法強化過的物品。通常存在於神話、民間傳說、或各式奇幻作品之中。

## 魔法物品的種類
- 魔法武器
  - 魔法劍（Magic swords）[1]
  - 魔法鎗（Magic gun、spellguns、casters、spellcaster）
- 魔法防具
  - 護身符（Amulet）
  - 魔法戒指（Magic rings）[2]
  - 隱身斗篷（Cloak of invisibility，或Tarnkappe）
- 施法道具
  - 魔棒、魔杖（Magic wand）、法杖、權杖（Scepter）
常被視為強化施法者能力的裝備。
  - 魔法書（Grimoire）
或稱「奧義書」、「魔導書」，記錄魔法咒文的書籍，在早期的奇幻作品中，魔法書大多屬於不可直接使用魔法咒文，需要先抄寫到羊皮紙上，成為魔法捲軸之後，才能使用魔法。但在後期的奇幻作品，則逐漸簡化成，無需透過魔法捲軸才能使用魔法的限制，甚至成為強化施法者能力的工具。
  - 魔法捲軸（Magic Scrolls）
使用特殊的墨水，將魔法書上的咒文抄寫到羊皮紙上後使用，基本上屬於一次性的消耗道具。
  - 符咒
  - 寶石（Gem，或Gemstone）
在奇幻作品中，各種寶石常有各種特殊的能力，常用來鑲嵌在武器或防具上。或是做為施法時的消耗道具，施法後破碎。
- 移動用工具[3]
- 藥水（Potions）[4]
藥水的製作與相關知識，常被歸納進炼金术的領域。凡是無法以化學或現代醫學所能解釋其功效的各種藥水，則視為魔法物品的一種。
- 魔法能量或物質[5]
- 其它
  - 魔鏡（Magic mirror）[6]
原本是指鏡面經過特殊加工過，經光線照射下，能夠折射出工匠預先設計的虛擬影像的鏡子。在奇幻作品中，則常指能夠說話、能夠預言、或是可穿透到達另一個世界……等，具有特殊功能的鏡子。
  - 聖遺物（Relics）[7]

## 在奇幻作品中的例子
- 哈利波特中的魔法物品
- 法器 (魔法少女奈葉)